# ویدا (اورگن)
ویدا (به انگلیسی: Vida) یک منطقهٔ مسکونی در ایالات متحده آمریکا است که در شهرستان لین، اورگن واقع شده‌است. ویدا ۲۵۰٫۸۵ متر بالاتر از سطح دریا واقع شده‌است.